# Montelupone
Montelupone é uma comuna italiana da região das Marcas, província de Macerata, com cerca de 3.223 habitantes. Estende-se por uma área de 32 km², tendo uma densidade populacional de 101 hab/km². Faz fronteira com Macerata, Montecosaro, Morrovalle, Potenza Picena, Recanati.
Faz parte da rede das Aldeias mais bonitas de Itália.

## Demografia
| Variação demográfica do município entre 1861 e 2011                               |
|                                                                                   |
| Fonte: Istituto Nazionale di Statistica (ISTAT) - Elaboração gráfica da Wikipedia |